# (11260) Camargo
(11260) Camargo est un astéroïde de la ceinture principale.

## Description
(11260) Camargo est un astéroïde de la ceinture principale. Il fut découvert le 7 novembre 1978 à l'Observatoire Palomar par Eleanor Francis Helin et Schelte J. Bus. Il présente une orbite caractérisée par un demi-grand axe de 2,34 UA, une excentricité de 0,08 et une inclinaison de 1,3° par rapport à l'écliptique.